# Big Sky Infinity
Big Sky Infinity est un jeu vidéo de type shoot 'em up développé par Boss Baddie et édité par Ripstone, sorti en 2012 sur PlayStation 3 et PlayStation Vita.

## Accueil
- Canard PC : 6/10[1]